# Region Tombali

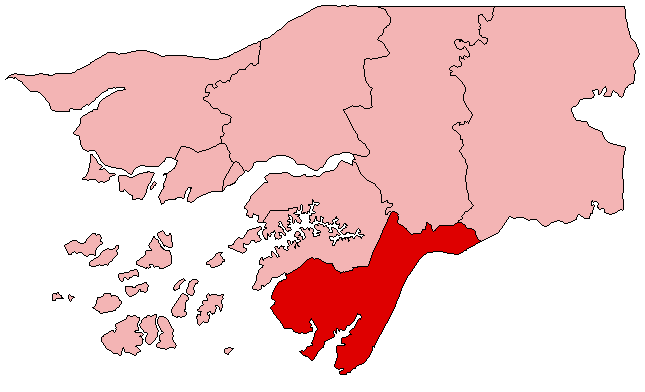
Region Tombali

Region Tombali (port. região de Tombali) – jeden z dziewięciu regionów w Gwinei Bissau, położony w południowej części kraju i graniczący z Gwineą. Stolicą regionu jest Catió.
Region zajmuje powierzchnię 37362 i jest zamieszkany przez 86 850 osób.